# Raheita
Raheita è un villaggio della Dancalia (Eritrea) situato al confine con il Gibuti e poco lontano dall'isola di Perim (Yemen), la sua importanza è che un posto chiave per il controllo degli ingressi nel mar Rosso.
Tuttora è anche un posto per i commerci tra Eritrea e Gibuti e parte della popolazione parla come seconda lingua il francese o il somalo oltre all'arabo e al tigrino.

## Storia

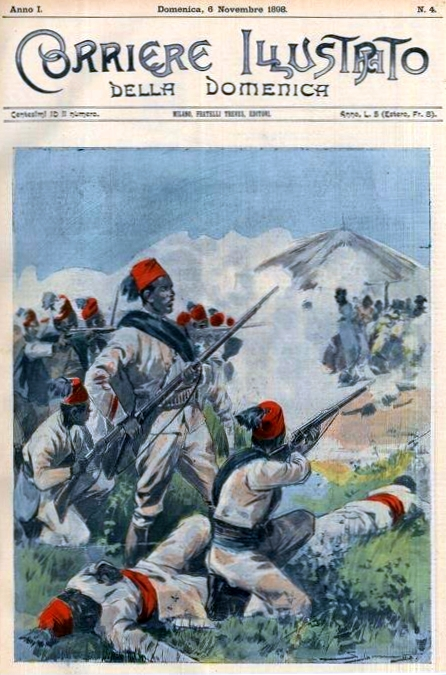
La ribellione del sultano di Raheita: La vittoria degli Ascari del Regio Esercito (1898)
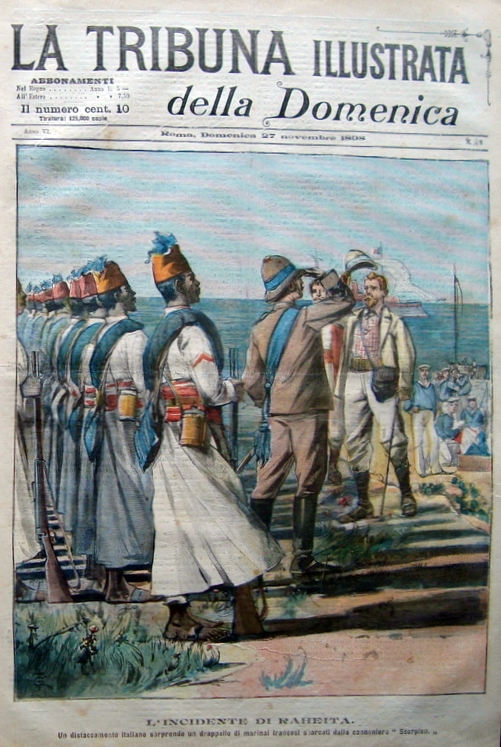
L'incidente di Raheita: Un distaccamento italiano sorprende un drappello di marinai francesi sbarcati dalla cannoniera "Scorpion" (1898)

Dal suo Sultano, nel 1869, il missionario Giuseppe Sapeto comprò la baia di Assab per conto della compagnia di navigazione Rubattino, destinata a diventare il nucleo della futura Colonia eritrea.
Parte del Sultanato di Obock, venne occupata dai francesi nel 1862 e nel 1896 entrò a far parte della Costa francese dei Somali, nel 1935 con il trattato Mussolini-Laval venne annessa alla Colonia eritrea (Italia); occupata dai britannici nel 1941, poi entrò a far parte dell'Etiopia e infine dell'Eritrea indipendente nel 1993.